# La Panosa de Severac
La Panosa (en francès Lapanouse) és un municipi francès situat al departament de l'Avairon i a la regió d'Occitània.

## Demografia
| 1962                                       | 1968 | 1975 | 1982 | 1990 | 1999 | 2006 |
| ------------------------------------------ | ---- | ---- | ---- | ---- | ---- | ---- |
| 478                                        | 517  | 577  | 663  | 709  | 692  | 723  |
| Des de 1962: població sense dobles comptes |      |      |      |      |      |      |

## Administració
| Període   | Identitat       | Partit |
| --------- | --------------- | ------ |
| 2001-2007 | Jeanette Samson |        |
| 2007-     | Alain Gal       |        |